# Тоні Естанге
Тоні Естанге  (фр. Tony Estanguet, 6 травня 1978) — французький веслувальник, олімпійський чемпіон.

## Виступи на Олімпіадах
| Олімпіада   | Дисципліна             | Місце  |
| ----------- | ---------------------- | ------ |
| Сідней 2000 | Каное-одиночка, слалом | 1      |
| Афіни 2004  | Каное-одиночка, слалом | 1      |
| Пекін 2008  | Каное-одиночка, слалом | 9 r1/2 |
| Лондон 2012 | Каное-одиночка, слалом | 1      |